# Hejiang
Hejiang léase Jo-Chiáng (en chino simplificado, 合江县; pinyin, Héjiāng xiàn) es un condado bajo la administración directa de la ciudad-prefectura de Luzhou. Se ubica en la provincia de Sichuan, centro-sur de la República Popular China. Su área es de 2422 km² y su población total para 2010 fue más de 700 mil habitantes.

## Administración
El condado de Hejiang se divide en 28 pueblos que se administran en 2 subdistritos, 21 poblados y 5 villa.

## Historia
El condado de Hejiang tiene una historia de más de 2100 años. El condado fue construido en el año 115 aC durante la dinastía Han de China y fue uno de los tres condados más antiguos en el área superior del río Yangtze. Hejiang es uno de los condados de la nación con más de mil años de historia, se incorporó por primera vez como condado Fu (符 县) 115 aC, bajo la prefectura de Jianwei (犍为 郡).